# Petar Dundov
Petar Dundov (né en 1973 à Zagreb) est un producteur et DJ croate de musique électronique.

## Biographie
Dès 1993, il compose un hymne pour la première rave party croate Under City Rave, qui sort peu après comme son premier single vinyle sur Formaldehyd Records à Berlin. Sous le nom de projet Silent Treatment, Dundov et Pascal F.E.O.S. sortent en 2000 l'EP homonyme.
Dundov se fait également connaître pour ses nombreux remixes et collaborations avec des artistes internationaux. Outre son activité de producteur, Dundov se produit également en tant que artiste live international. Ses productions se caractérisent par des mélodies constantes, son style musical se situant généralement dans les domaines de l'electronica, de la techno et de la trance. Son deuxième album Ideas from the Pond reçoit des critiques positives de la part des deux magazines Groove et Raveline. Pour son troisième album, Sailing Off the Grid,,, sorti en 2013, il utilise notamment des musiques analogiques au synthétiseur et des systèmes modulaires. Ses morceaux comme Distant Shores et Oasis, souvent qualifiés d'« hymnes » dans le milieu, sont également notables.

## Discographie

### Albums studio
- 1999 : Reaction (sous Brother's Yard)
- 1997 : Mareta (sous Brother's Yard)
- 2001 : Sculptures 1-3
- 2008 : Escapements
- 2012 : Ideas from the Pond
- 2013 : Sailing Off the Grid (2013)
- 2016 : At The Turn of Equilibrium

### Singles notables
- 2000 : Pascal F.E.O.S. & Petar Dundov aka Brother's Yard - Sidechained (PV)
- 2001 : Henze & Dundov - Bamboo (Federation of Drums)
- 2001 : Pascal F.E.O.S. & Petar Dundov - PV Lab. Com. 3.4
- 2003 : Steve Rachmad & Petar Dundov - Amsterdam Session (Music Man Records)
- 2007 : Horns in Thoms - Cocoon Compilation C
- 2008 : Oasis (Music Man Records)
- 2008 : Sparkling Stars (Music Man Records)
- 2021 : Gregor Tresher & Petar Dundov - Ghostmachine

### Remixes
- Alan Fitzpatrick - Reflections
- Gregor Tresher - The Life Wire
- Marco Bailey - Capture 6
- Toni Rios - Un Hueno
- Pascal FEOS - I Can Feel
- Dominik Eulberg - Der Tanz Der Gluehwuermchen
- Patrice Bäumel - Vapour (Petar Dundov Mix)